# Зубков, Анатолий Анатольевич
Анатолий Анатольевич Зубков (26 февраля 1900, Москва — 5 декабря 1967, Молдавия) — советский учёный и педагог, физиолог, профессор, зав. кафедрой физиологии Пермского мединститута (1937—1944), зав. кафедрой физиологии животных Пермского университета (1937—1944), зав. кафедрой физиологии Кишиневского мединститута (1951—1967), зав. отделом физиологии АН Белорусской ССР (1950—1951), руководитель лаборатории физиологии АН Молдавской ССР (1953—1967).
Автор исследований в области периферической адаптации и сравнительной физиологии сердца; изучал связь физиологических функций с биохимическими процессами и проблему торможения в центральной нервной системе; автор одного из первых советских учебников по физиологии для высших учебных заведений; автор первых переводов классических трудов И. М. Сеченова на английский язык.

## Биография
В 1923 году окончил медицинский факультет МГУ и был оставлен ассистентом-физиологом.
Первая научная работа «Математический анализ хода секреции ферментов поджелудочного сока» была выполнена в студенческие годы и напечатана в 1923 году в Архиве Люгера.
С 1922 по 1927 год преподавал на курсах иностранных языков, а с 1927 по 1932 год — в Институте востоковедения. С 1932 по 1933 год — преподаватель анатомии и физиологии Московского рабфака ОГПУ. С 1933 по 1936 год — старший научный сотрудник, затем заведующий группой по экспериментальной физиологии в биоинституте им. Тимирязева.
С 1936 по 1944 год заведовал кафедрой нормальной анатомии Пермского мединститута, читая также курс физиологии с основами анатомии в Пермском фармацевтическом институте. Одновременно (начиная с 1937 года) по совместительству заведовал и кафедрой физиологии животных в Пермском университете. В этот период увлек своих коллег изучением периферической адаптации сердца. Итоги экспериментальных работ кафедры были им изложены на VI Всесоюзном съезде физиологов.
А. А. Зубков проводил научные исследования в области вегетативной иннервации органов, в особенности сердца, выполнил ряд работ, касающихся центральной регуляции сердечной деятельности виноградной улитки, изучал воздействие лучистой энергии и конвекционного тепла на клетки.
В 1935 году он обобщил результаты своих исследований в диссертационной работе на соискание ученой степени доктора медицинских наук, в 1936 году утвержден в этой степени Наркомздравом. В 1937 году получил учёное звание профессор.
В 1944 году переведен на заведование кафедрой физиологии в Кисловодский мединститут. В 1945 году основал кафедру физиологии в Кишиневском мединституте. Некоторое время работал в Риге зав. кафедрой медицинского факультета Латвийского университета (1946—1949), а также в Белорусском университете (1949—1951). В последние годы жизни заведовал кафедрой физиологии в Кишиневском мединституте (1951—1967). Одним из значительных достижений кафедры было издание учебника физиологии (1966, 1972), среди авторов которого был и А. А. Зубков, переведенного затем (1991) на румынский язык сотрудниками кафедры. Одновременно заведовал отделом физиологии АН Белорусской ССР (1950—1951), руководил лабораторией физиологии АН Молдавской ССР (1953—1967).
А. А. Зубковым написаны несколько глав в учебнике «Физиология человека» под редакцией Е. Б. Бабского «Кровообращение», «Дыхание», «Выделение», «Внутренняя секреция», «Нервы», «Мышцы». По заданию 15-го Международного конгресса физиологов перевел на английский язык психофизиологические работы И. М. Сеченова, редактировал английские переводы в иностранных выпусках Бюллетеня экспериментальной биологии и медицины.

## Монографии
- Бабский Е. Б., Зубков А. А., Косицкий Г. И., Ходоров Б. И. Физиология человека / Под ред. академика АН УССР Е.Б. Бабского. — 2-е изд., переработанное. — М.: Медицина, 1972. — 65 000 экз.